# Mesocoelium mesembrinum
Espèce
Mesocoelium mesembrinum est une espèce de trématodes de la famille des Mesocoeliidae.

## Hôtes
Cette espèce parasite les amphibiens d'Australie Dryopsophus caeruleus, D. aureus et Rhinella marina[réf. nécessaire].